# Hohwiesensee
Der Hohwiesensee ist ein Baggersee im Westen des Rhein-Neckar-Kreises in Baden-Württemberg. Er liegt einen Kilometer westlich von Ketsch an der in Richtung Altlußheim und der Rheinbrücke nach Speyer führenden Landstraße. Der Hohwiesensee ist ein Relikt der Förderung von Kies, der hier seit etwa 1925 abgebaut wurde. Seit den 1950er-Jahren wurde er zum Baden genutzt und war bis 2022 als Naturbad ausgewiesen. Der Strand ist ab 2023 als Badestelle eingestuft.
Zwischen dem Hohwiesensee und dem Ortsrand von Ketsch findet sich mit dem Anglersee ein weiterer Baggersee. In der Mitte zwischen beiden verläuft der Kraichbach. Am östlichen, südlichen und westlichen Ufer hat sich im Laufe des 20. Jahrhunderts eine Siedlung entwickelt. Sie trägt den Namen Hohwiese und ist als Wohnplatz eingestuft. Der Hohwiesensee hat eine unregelmäßige Form. Die nord-südliche Länge liegt bei etwa 600 Metern, die Breite bei rund 300 Metern im Norden, 75 Metern in der Mitte und 130 Metern im Süden. Die Fläche beträgt 9,6 Hektar. Der Wasserspiegel liegt auf einer Höhe von 93 Metern, die maximale Tiefe beträgt 21 Meter, die See-Identikationsnummer lautet 5.714.
Nach Westen wird der Hohwiesensee durch einen Damm von einem weiteren See abgegrenzt. Dieser Kleine Hohwiesensee hat eine grob rechteckige Form. Bei einer Länge von etwa 175 und einer Breite von rund 95 Metern; kommt er auf eine Fläche von gut 1,7 Hektar. Die maximale Tiefe beträgt 15,5 Meter, die See-Identikationsnummer lautet 10.101.